# Muchomůrka pošvatá
Muchomůrka pošvatá, jiným názvem pošvatka obecná (Amanita vaginata) je hojně se vyskytující stopkovýtrusná houba. Roste ve všech typech lesů, převážně však na kyselých půdách.

## Vědecká synonyma
- Agaricus plumbeus Schaeff[2]
- Agaricus hyalinus Schaeff. [3]
- Agaricus hyperboreus P. Karst.[3]
- Agaricus strangulatus Fr.[3]
- Agaricus urceolatus Viv.[3]
- Agaricus urceolatus var. spadiceus Viv.[3]
- Agaricus vaginatus Bull.[3]
- Amanita livida Pers.[3]
- Amanita violacea Jacz.[3]
- Amanitopsis albida (Bull.) S. Imai[3]

### Další názvy
- katmanka pošvatá[2]
- pošvatka pochvatá[2]
- muchomůrka pochvatá[4]
- pošvatka obecná[4]

## Vzhled

### Makroskopický
Klobouk je zprvu zvoncovitě vyklenutý, poté plochý, uprostřed s hrbolem. Povrch klobouku je hladký, lysý, se zbytky plachetky. Okraj klobouku je výrazně rýhovaný. Barva je hnědošedá, místy do stříbřita.
Lupeny jsou stále bílé, husté a u třeně volné.
Třeň dosahuje běžně délky 10 až 15 cm. Směrem nahoru se zužuje. Barva kolísá mezi bílou a rozličnými odstíny světle šedé. Povrch je hladký či velmi jemně vločkatý. Třeň je zasazený do pochvy. Vnitřní část třeně je dutá.
Prstenec pošvatka nemá.
Dužnina je křehká, bílé barvy, má jemnou chuť a prakticky žádnou vůni.

### Mikroskopický
Výtrusný prach je bílý.

## Výskyt
Muchomůrka pošvatá se hojně vyskytuje v listnatých i jehličnatých lesích, od nížin až po horské oblasti. Zvláště se objevuje pod duby a buky a na kyselých půdách. Roste od června do října. Amanita vaginata je rozšířená téměř po celém světě, všude kde roste je dosti hojná. Vyrůstá jednotlivě i v menších skupinách. Jedná se o velmi běžný druh.

## Záměna
Pošvatky se celkovou plachetkou podobají jedovaté muchomůrce jízlivé a zelené, dají se však poznat podle báze třeně. Okraj klobouku je navíc výrazně radiálně rýhovaný. Pošvatky nemají prstenec a jen vzácně mají zbytky plachetky na klobouku.
- Muchomůrka šedivka (Amanita spissa)
- Muchomůrka zelená (Amanita phalloides)
- Muchomůrka jízlivá (Amanita virosa)

Bez rizika je záměna s muchomůrkou Maireho(A. mairei Foley). Ta je robustnější a často mívá bílé zbytky plachetky na klobouku. Navíc je to houba velmi vzácná.

## Zajímavosti
Muchomůrka pošvatá by se neměla jíst syrová a ani nedokonale tepelně zpracovaná. Obsahuje neznámé termolabilní látky a při požití většího množství pokrmu se mohou objevit příznaky otravy. Nutno ji upravovat dosti dlouho jako například václavku. Pro svou křehkost není mezi houbaři moc oblíbená. Sbírat by ji měl jen houbař, který ji velmi dobře zná (možnost záměny). Barevné odrůdy této muchomůrky jsou již uznány za samostatné taxony. Je to celkem cca 8 samostatných taxonů.